# Discographie de Denez Prigent
Discographie de Denez Prigent, auteur-compositeur-interprète d'expression bretonne.

## Albums studio

### Denez Prigent ha Daouharn
Le premier album Denez Prigent ha Daouharn n'est paru que sur cassette audio en 1992,.

### Ar gouriz koar
Second album de Denez Prigent, Ar gouriz koar (« La ceinture de cire ») contient essentiellement des chants traditionnels interprétés a cappella. Sorti en 1993 chez Silex/Auvidis, il a été réédité en 1996 chez Barclay avec un contenu différent.

### Me 'zalc'h ennon ur fulenn aour
Sorti en 1997, Me 'zalc'h ennon ur fulenn aour (« Je garde en moi une étincelle d'or ») est le premier album dont Denez Prigent signe toutes les paroles, sauf celles du traditionnel Ar rannoù, et la plupart des musiques. C'est aussi l'occasion pour lui d'utiliser pour la première fois des sons électroniques. Il est paru chez Barclay et enregistré au studio La Chapelle à Waimes en Belgique. Cet album a été sélectionné par le journal Libération parmi les meilleurs disques de l'année 1997.

### Irvi
Cet album sorti en 2000 chez Barclay marque l'accès de Denez Prigent à une notoriété nationale, avec une nomination aux Victoires de la musique en 2001 et un "Choc de la Musique" qui lui est décerné par Le Monde de la musique. Son titre est le pluriel du mot erv, parfois traduit par chemin d'écume, qui désigne un chemin reliant deux îles entre elles ou une île au continent, praticable à marée basse uniquement car la mer le recouvre à marée haute. La chanson Gortoz a ran fait partie de la bande originale du film de Ridley Scott La Chute du faucon noir (Black Hawk Down). Toutes les paroles sont de Denez Prigent, sauf celles du traditionnel E ti Eliz Iza. Commercialisé à plus de 50000 exemplaires un an après sa sortie, cet album a reçu un disque d'argent.

### Sarac'h
Sorti en 2003 chez Barclay, Sarac'h (bruissement du vent dans les feuilles) marque un retour à une musique plus acoustique. Il a reçu le grand prix du disque du Télégramme. Denez Prigent signe toutes les paroles, sauf celles des traditionnels E garnison ! et An hini a garan.

### Ul liorzh vurzudhus: An enchanting garden
Douze ans après son dernier album studio, Denez Prigent sort le 7 avril 2015 Ul liorzh vurzudhus : An enchanting garden (« Un jardin enchanté ») chez Coop Breizh. Il comprend douze compositions originales, une musique métissée, puissante et universelle, entièrement acoustique. En novembre, une version de l'album est agrémentée d'un EP Remix de 4 titres.

### Mil hent - Mille chemins
Le 24 mai 2018 paraît un septième album studio, Mil hent (« mille chemins »), chez Coop Breizh. Il atteint la 169e place du top album fusionné (ventes et équivalents-streams) en France.

### Stur an Avel - Le Gouvernail du Vent
Le 16 avril 2021 paraît un huitième album studio, Stur an Avel (« le gouvernail du vent »), chez Coop Breizh.

### Ur mor a zaeloù - Une mer de larmes
En octobre 2022, paraît un neuvième album studio, Ur mor a zaeloù (« une mer de larmes »), chez Coop Breizh. L'album est composé de dix gwerz, où Denez Prigent est accompagné du chœur d’enfants de la maîtrise de Saint-Brieuc.

## Albums en concert

### Live holl a-gevret!
Cet album Holl a-gevret (« Tous ensemble ») a été enregistré lors du festival interceltique de Lorient en 2001 et est sorti en 2002 chez Barclay. Denez Prigent est accompagné du Bagad Roñsed-Mor de Locoal-Mendon.

### A-unvan gant ar stered - In unison with the stars
Cet album A-unvan gant ar stered (« À l'unisson avec les étoiles ») a été enregistré lors des « Nuits de la Bretagne » dans plusieurs Zéniths en janvier 2016 et est sorti le 18 novembre 2016, mis en vente officiellement au festival Yaouank. Le DVD permet de voir ses prestations scéniques - 9 titres filmés à Caen dont un accompagné du Bagad Melinerion et un titre au festival des Vieilles Charrues - et le clip An Old Story.

### Trañs(Denez Teknoz Projekt)
Cet album Trañs a été enregistré lors de l'édition 2019 du festival Yaouank et publié en mars 2020.

## Compilations

### Sous le nom de Denez
- 2011 : Best Of - Barclay

### Albums collectifs
- 2017 : Les artistes bretons contre le cancer - Halte au Cancer
- 2014 : 60 ans Fnac compilation World
- 2014 : 50 Mejores Temas Instrumentales Del Cine - Universal Music Espagne
- 2012 : 100 Tubes Celtes - Wagram Music
- 2012 : Celtic Stars Collection - Universal Music Italie
- 2012 : Bretagne - Universal France
- 2011 : Airs Emblématiques Du Monde Celtique 2 - Coop Breizh
- 2010 : Compilation Festival de Cornouaille - Coop Breizh
- 2010 : Cuarto Milenio - Universal Music Espagne
- 2007 : L’Esprit Celte
- 2006 : Mega Celtique
- 2006 : La Bretagne fête la Saint-Patrick - Live à Bercy
- 2005 : Dolmen
- 2005 : Ils ont chanté la mer
- 2005 : 35e Festival Interceltique
- 2002 : La Légende des Celtes
- 2001 : De Barclay à Barclay : 50 ans de musique (Best off 1950-2000)
- 2001 : Celtic
- 2001 : Tubes Celtes : Les plus belles voix celtes
- 2000 : Bretagne
- 2000 : Culture Celte
- 2000 : Geoworld-Bretagne
- 1999 : L’Âme Celte (vol.1)
- 1999 : L’Âme Celte (vol.2)
- 1999 : Celtic Spered
- 1999 : no 1 Celtique
- 1998 : Spiritus : Les Chants de l’Âme (vol.2)
- 1997 : Le Chant Des Pierres
- 1996 : Breizh : Les Plus Belles Chansons de Bretagne